# Laetitia Meignan
Laetitia Irène Meignan (* 25. Juni 1960 in Paris) ist eine ehemalige französische Judoka. Sie gewann eine olympische Bronzemedaille und war dreimal Europameisterin.

## Sportliche Karriere
Die 1,70 m große Laetitia Meignan kämpfte meist im Halbschwergewicht, sie trat aber auch in der offenen Klasse an. Ihre Karriere begann mit einem zweiten Platz bei den französischen Meisterschaften 1980. 1984 gewann sie die Silbermedaille bei den Studentenweltmeisterschaften. Bei den Europameisterschaften 1985 gewann sie in der offenen Klasse ihre ersten beiden Kämpfe, nach Niederlagen gegen die Österreicherin Karin Posch und die Polin Beata Maksymow belegte Meignan den fünften Platz. 
1986 gewann sie ihren ersten von insgesamt sechs französischen Meistertiteln. Bei den Europameisterschaften 1986 unterlag sie der Belgierin Ingrid Berghmans, gewann aber nach zwei Siegen in der Hoffnungsrunde die Bronzemedaille. Ebenfalls Bronze gewann sie bei den Weltmeisterschaften 1986 in der offenen Klasse. Bei den Studentenweltmeisterschaften 1986 gewann Meignan zwei Silbermedaillen (Halbschwergewicht und offene Klasse). 1987 gewann sie in der offenen Klasse die Bronzemedaille bei den Europameisterschaften, bei den Weltmeisterschaften war sie Fünfte im Halbschwergewicht. 1988 und 1990 war sie bei den Europameisterschaften Dritte im Halbschwergewicht. 1991 gewann sie den Titel bei den Europameisterschaften durch einen Finalsieg über die Schwedin Elisabeth Karlsson. Bei den Weltmeisterschaften 1991 unterlag sie der Japanerin Yōko Tanabe, gewann aber die Bronzemedaille. 1992 verteidigte sie ihren Europameistertitel durch einen Finalsieg über die Belgierin Ulla Werbrouck. Bei den Olympischen Spielen 1992 in Barcelona standen zum ersten Mal Wettbewerbe im Frauenjudo auf dem Programm. Meignan verlor in ihrem ersten Kampf gegen die Niederländerin Irene de Kok, nach vier Siegen in der Hoffnungsrunde erhielt Meignan eine Bronzemedaille. 1993 gewann sie durch einen Sieg über Ulla Werbrouck ihren dritten Europameistertitel. Bei den Judo-Weltmeisterschaften 1993 belegte Laetitia Meignan noch einmal den fünften Platz.